# Chazelles-sur-Lyon
Chazelles-sur-Lyon is een gemeente in het Franse departement Loire (regio Auvergne-Rhône-Alpes) en telt 4801 inwoners (1999). De plaats maakt deel uit van het arrondissement Montbrison.

## Geografie
De oppervlakte van Chazelles-sur-Lyon bedraagt 20,9 km², de bevolkingsdichtheid is 229,7 inwoners per km².
De onderstaande kaart toont de ligging van Chazelles-sur-Lyon met de belangrijkste infrastructuur en aangrenzende gemeenten.

## Demografie
Onderstaande figuur toont het verloop van het inwonertal (bron: INSEE-tellingen).